# Mikado (jeu)
Pour les articles homonymes, voir Mikado.
 (mars 2021).
Si vous disposez d'ouvrages ou d'articles de référence ou si vous connaissez des sites web de qualité traitant du thème abordé ici, merci de compléter l'article en donnant les références utiles à sa vérifiabilité et en les liant à la section « Notes et références ».
Le mikado est un jeu d'adresse, praticable de 2 à 6 joueurs. Il se compose de 41 baguettes, longues d'environ 20 cm et effilées aux extrémités, que l'on laisse tomber de façon qu'elles s'enchevêtrent, avant de les retirer, une à une, sans faire bouger les autres.

## Règles

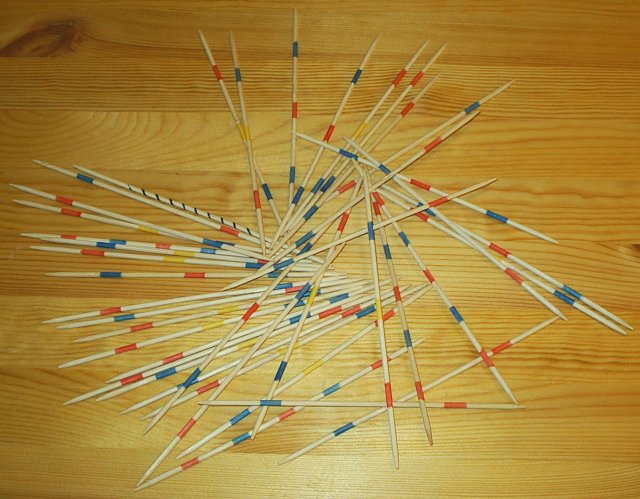
Baguettes de mikado enchevétrées.

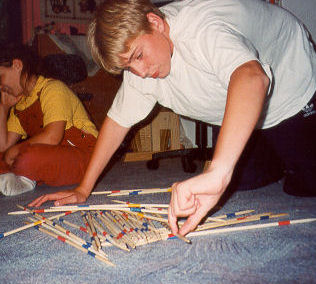
Partie de mikado.

Il existe de nombreuses variantes de mikado, aussi les valeurs et les couleurs mentionnées sont purement indicatives. Un jeu comporte généralement les pièces suivantes :
- 1 baguette Mikado, valeur 20 points (couleur noire)
- 5 baguettes Samouraï, valeur 10 points chacune (couleur jaune)
- 5 baguettes Mandarin, valeur 5 points chacune (couleur bleue)
- 15 baguettes Bonze, valeur 3 points chacune (couleur verte)
- 15 baguettes Coolie, valeur 2 points chacune (couleur rouge)

Avant de commencer la partie, on tient les baguettes serrées dans le poing et on les laisse tomber, en éventail, sur une table ou sur le sol.
Chaque joueur doit alors retirer une baguette de son choix. Il ne doit en aucun cas toucher ou déplacer une autre baguette. Tant qu'il y parvient, il peut continuer à retirer d'autres baguettes. Dès qu'il déplace une autre baguette par inadvertance, il cède son tour au joueur suivant.
À la fin de la partie, le gagnant est celui qui a cumulé le plus de points.
Il est souvent possible de s'aider d'une baguette que l'on a déjà récupérée pour en retirer une autre. Dans certaines variantes, cette possibilité est néanmoins réservée à la seule baguette Mikado.

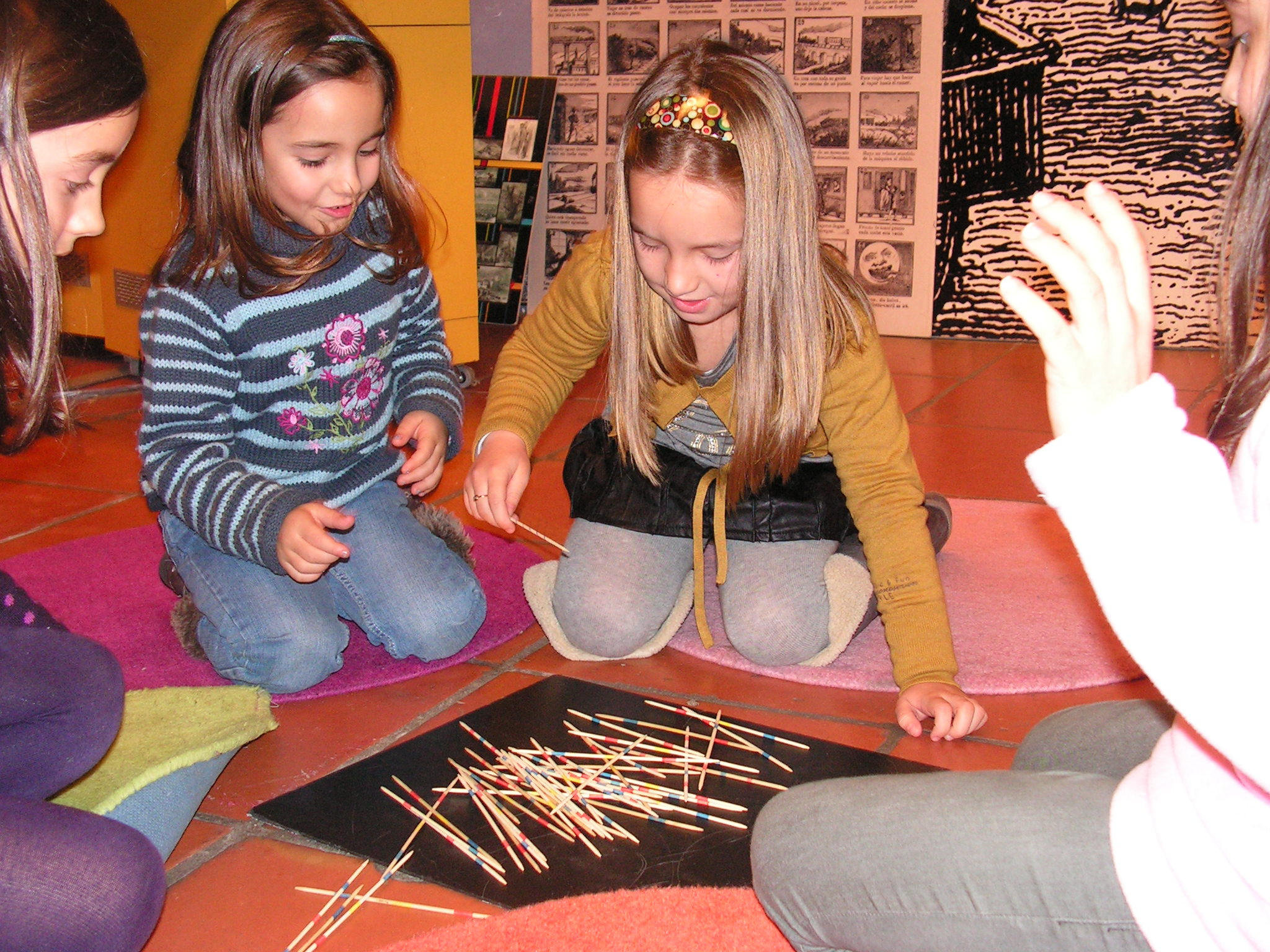
Partie de mikado.

## Histoire

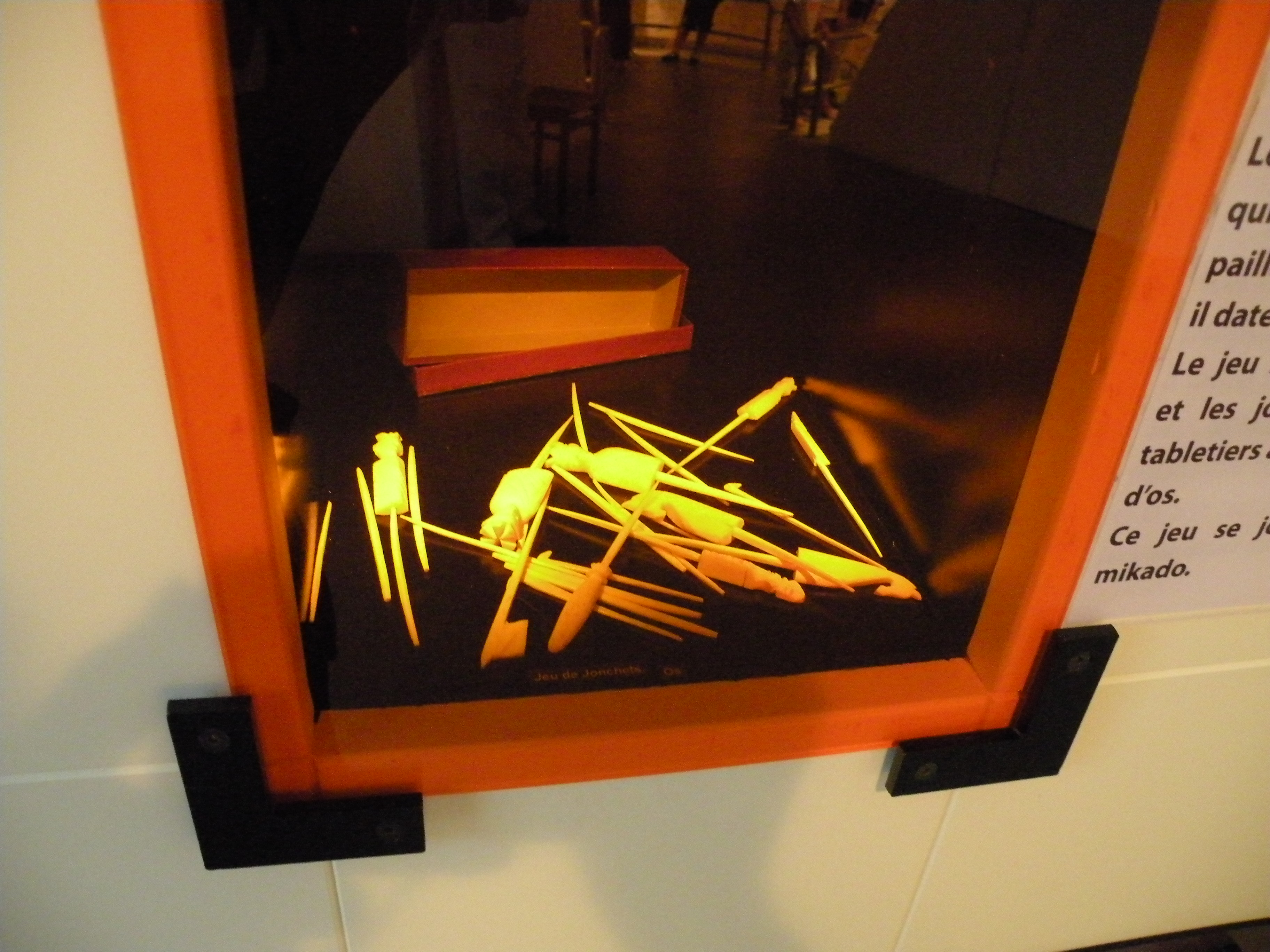
Jeu de jonchets en os (musée de la Nacre et de la Tabletterie).

Il semblerait qu'une description du jeu de mikado apparaisse dans des écrits bouddhistes du Ve siècle av. J.-C. Il s'agit certainement d'un jeu ancestral, dont la simplicité a permis une expansion dans plusieurs civilisations, avec de multiples déclinaisons.

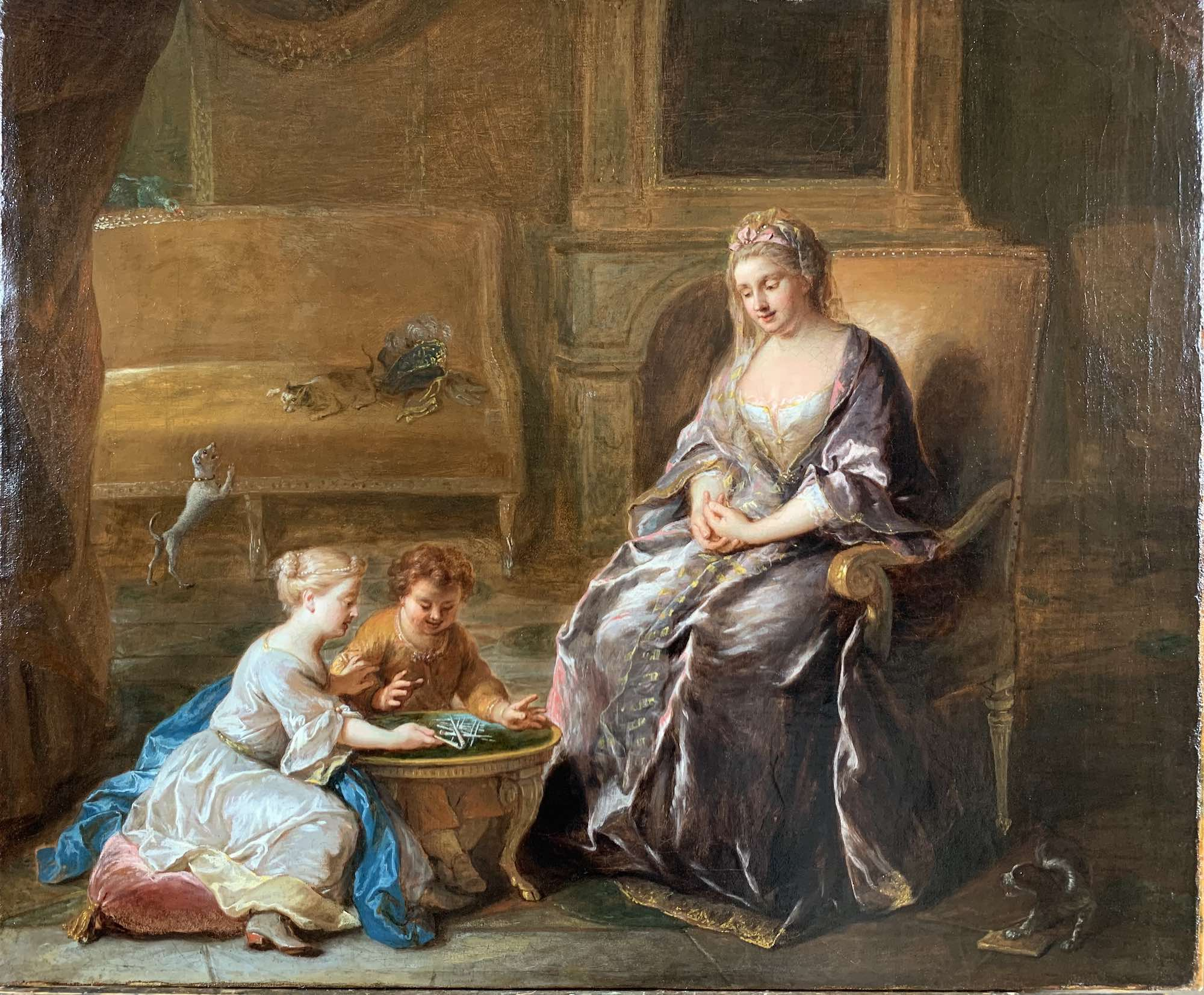
François de Troy, Le jeu du pousse-épingle, vers 1720.

En 1936, il aurait été introduit aux États-Unis à partir de la Hongrie, et a été souvent appelé pick-up sticks. Le terme de mikado n'est pas spécifique aux différentes variations existantes du jeu. Mikado était au départ une marque d'un fabricant de jeux. Dans le jeu, le mikado est le bâton au score le plus élevé en référence à l'empereur du Japon ou mikado. Ce bâton est souvent orné d'une spirale bleue ou noire. Le jeu bouddhique Chien Tung (en) contient également un bâton appelé « empereur ». Au XVIIIe siècle le pavillon de l'empereur de Chine représentait également une spirale,.
Au XIXe siècle, on le retrouve en France sous le nom de jeu de jonchets ou onchets. Les bâtonnets étaient sculptés en ivoire, et portaient à leurs extrémités des symboles similaires à ceux des jeux de cartes (roi, dame, valet, cavalier). Il est vraisemblable que la version du mikado actuellement pratiquée se soit répandue en Chine à cette époque.[réf. nécessaire]
Les jeux actuels sont le plus souvent fabriqués en bois ou en plastique. Outre l'ivoire, il en a également existé en argent.
L'Académie tahitienne définit le mot pana comme un jeu similaire « dans lequel on s'efforce de déplacer de petits bâtonnets les uns après les autres ».

## Dans la culture populaire
- Le jeu de mikado est mis en avant dans l'affiche de 71 Fragments d'une chronologie du hasard, deux protagonistes y jouent dans l'un des fragments.
- Les personnages principaux du film Un long dimanche de fiançailles jouent au mikado dans l'une des scènes.
- Le personnage principal du bref roman d'Erri De Luca  [7] a une longue pratique du jeu de mikado dont il transpose les règles dans sa vie.